# Rio Albești (Mangalia)
O Rio Albeşti é um rio da Romênia desembocando no Mar Negro, localizado no distrito de Constanţa.